# Sarconiptera vinacea
Sarconiptera vinacea är en svampart som beskrevs av Raitv. 2003. Sarconiptera vinacea ingår i släktet Sarconiptera och familjen Dermateaceae.   Inga underarter finns listade i Catalogue of Life.